# 21484 Еппард
21484 Еппард (21484 Eppard) — астероїд головного поясу, відкритий 19 квітня 1998 року.
Тіссеранів параметр щодо Юпітера — 3,541.